# ليا روبنسون
ليا روبنسون (29 مايو 1982 في كندا - ) هي لاعبة كرة قدم أسترالية في مركز الوسط. شاركت مع منتخب كندا لكرة القدم للسيدات. أما مع النوادي، فقد لعبت مع Jitex BK ‏ وAdelaide United FC (women) ‏ وOttawa Fury (women) ‏ وVancouver Whitecaps FC (women) ‏ وHudson Valley Quickstrike Lady Blues ‏ وMemphis Mercury ‏.

## وصلات خارجية
- ليا روبنسون على موقع قاعدة بيانات كرة القدم.إي يو (الإنجليزية)
- ليا روبنسون على موقع اتحاد ألعاب الكومنولث (مؤرشف) (الإنجليزية)